# ليتل ناتالي
ليتل ناتالي (باليونانية: Little Natali)‏ هي مغنية قبرصية، ولدت في 1988.